# Lanzagranadas Tipo 2
El lanzagranadas Tipo 2 era una bocacha lanzagranadas para los fusiles japoneses Tipo 38 y Tipo 99, que les permitía lanzar granadas especiales de carga hueca. 

## Descripción
Era una versión de la bocacha lanzagranadas alemana Schiessbecher. Se produjeron dos granadas para ésta: una de 30 mm y otra de 40 mm, siendo ambas designadas como Granada Tipo 2. La bocacha se instalaba sobre la boca del cañón, siendo mantenida en su lugar por un mecanismo con abrazadera. Para lanzar las granadas se utilizaba un cartucho de fogueo especial, o uno con bala de madera.
La parte posterior de las granadas estaba estriada, para encajarse en las estrías del ánima de la bocacha. El estriado hacía que la granada gire en vuelo, ofreciéndole estabilidad y accionando la espoleta rotativa. Ambas granadas empleaban una espoleta idéntica, situada en la parte posterior de la granada. Al impactar, la fuerza empujaba el percutor hacia adelante, venciendo la resistencia del resorte del detonador.

## Especificaciones de las granadas
|                         | Granada de 30 mm      | Granada de 40 mm      |
| ----------------------- | --------------------- | --------------------- |
| Longitud                | 160 mm (6,3 pulgadas) | 180 mm (7,1 pulgadas) |
| Longitud de la ojiva    | 96 mm (3,8 pulgadas)  | 107 mm (4,2 pulgadas) |
| Diámetro de la ojiva    | 30 mm (1,2 pulgadas)  | 40 mm (1,6 pulgadas)  |
| Longitud de la cola     | 74 mm (2,9 pulgadas)  | 74 mm (2,9 pulgadas)  |
| Peso                    | 230 g (8,1 onzas)     | 370 g (13 onzas)      |
| Carga explosiva         | 50 g (1,76 onzas)     | 100 g (3,5 onzas)     |
| Explosivo               | 50% TNT / 50% RDX     | 50% TNT / 50% RDX     |
| Penetración de blindaje | 30 mm                 | 50 mm                 |